# 19835 Зреда
19835 Зреда (19835 Zreda) — астероїд головного поясу, відкритий 24 вересня 2000 року.
Тіссеранів параметр щодо Юпітера — 3,555.